# 提案
| ウィキペディアには「提案」という見出しの百科事典記事はありません（タイトルに「提案」を含むページの一覧/「提案」で始まるページの一覧）。 代わりにウィクショナリーのページ「提案」が役に立つかもしれません。 |